# Contea di Hajdú-Bihar
Hajdú-Bihar è una contea dell'Ungheria orientale al confine con la Romania. Confina con le altre contee di Békés, Jász-Nagykun-Szolnok, Borsod-Abaúj-Zemplén e Szabolcs-Szatmár-Bereg e il suo capoluogo è Debrecen.

## Struttura della contea
La contea di Hajdú-Bihar ha un basso numero di luoghi abitati: 19 città e 62 paesi.
Le quattro città più grandi, sia per area che per popolazione, sono: Debrecen, Hajdúböszörmény, Hajdúnánás e Hajdúszoboszló.
Per un lungo periodo esse sono state le sole con lo status di città, gli altri erano solo paesi.
Dopo il 1979, quando anche Berettyóújfalu divenne una città, molti altri paesi furono promossi a città.
 Città di rilevanza comitale 
- Debrecen (capoluogo)

 Città 

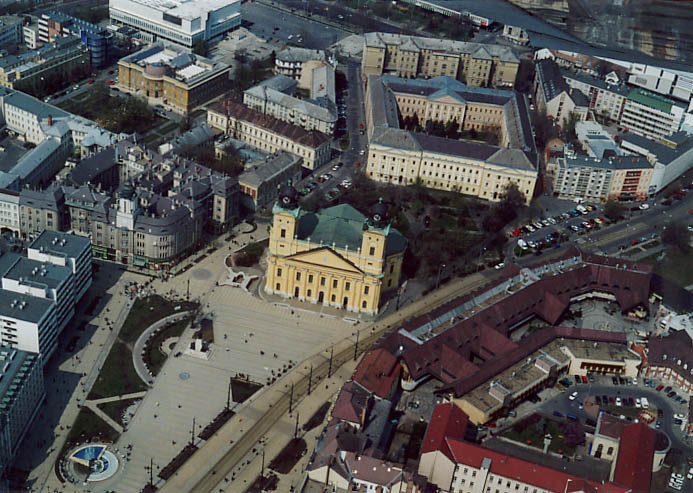
Fotografia aerea di Debrecen

(in ordine di popolazione, secondo censimento del 2001)
- Debrecen: 211 034
- Hajdúböszörmény: 31 993
- Hajdúszoboszló: 23 425
- Hajdúnánás: 18 055
- Balmazújváros: 17 974
- Berettyóújfalu: 16 116
- Püspökladány: 15 946
- Hajdúhadház: 12 709
- Hajdúsámson: 10 946
- Hajdúdorog: 9 463
- Derecske: 9 136
- Nádudvar: 9 074
- Polgár: 8 373
- Nyíradony: 7 701
- Létavértes: 7 045
- Kaba: 6 446
- Téglás: 6 213
- Komádi: 6 143
- Egyek: 5 620
- Hosszúpályi: 5 525
- Vámospércs: 5 497
- Tiszacsege: 4 975
- Földes: 4 382
- Biharkeresztes: 4 230
- Nyírábrány: 3 973
- Sárrétudvari: 3 049
- Pocsaj: 2 732
- Bagamér: 2 454
- Csökmő: 2 188

 Altri comuni 
- Álmosd
- Ártánd
- Bakonszeg
- Báránd
- Bedő
- Berekböszörmény
- Bihardancsháza
- Biharnagybajom
- Bihartorda
- Bocskaikert
- Bojt
- Darvas
- Ebes
- Esztár
- Folyás
- Fülöp
- Furta
- Gáborján
- Görbeháza
- Hajdúbagos
- Hajdúszovát
- Hencida
- Hortobágy
- Kismarja
- Kokad
- Konyár
- Körösszakál
- Körösszegapáti
- Magyarhomorog
- Mezőpeterd
- Mezősas
- Mikepércs
- Monostorpályi
- Nagyhegyes
- Nagykereki
- Nagyrábé
- Nyíracsád
- Nyírmártonfalva
- Sáp
- Sáránd
- Szentpéterszeg
- Szerep
- Tépe
- Tetétlen
- Tiszagyulaháza
- Told
- Újiráz
- Újléta
- Újszentmargita
- Újtikos
- Váncsod
- Vekerd
- Zsáka